# XXXI Corpo de Exército (Alemanha)
O XXXI Corpo de Exército (em alemão: XXXI. Armeekorps) foi um Corpo de Exército da Alemanha na Segunda Guerra Mundial. Foi formado no dia 15 de outubro de 1939. Foi redesignado como sendo LXXX Corpo de Exército no dia 1 de julho de 1942.

## Comandantes
| Comandante                               | Data                                        |
| ---------------------------------------- | ------------------------------------------- |
| General der Artillerie Leonhard Kaupisch | 15 de outubro de 1939 - 10 de abril de 1942 |
| General der Artillerie Kurt Gallenkamp   | 10 de abril de 1942 - 1 de julho de 1942    |

## Área de Operações
| Polônia                   | setembro de 1939 - abril de 1940 |
| Dinamarca & Países Baixos | abril de 1940 - junho de 1940    |
| França                    | junho de 1940 - julho de 1942    |